# 브리 그랜트
브리아 그랜트(Brea Grant, 1981년 10월 16일 ~ )는 미국의 배우이다.

## 출연 작품
- 퍼펙트 머더: 와이 우먼 킬 (2020)
- 12 아워 시프트 (2020)
- 애프터 미드나잇 (2019)
- 더 퍼지: 최초의 시작 (2018)
- 배드 애플스 (2018)
- 아파트먼트 413 (2018)
- 이스케이프 슬립 (2017)
- 죽음을 부르는 밤 (2017)
- 돈 슬립 (2017)
- 비욘드 더 게이츠 (2016)
- 워리 돌스 (2015)
- 피치 퍼펙트: 언프리티 걸즈 (2015)
- 올리버, 스톤드. (2014)
- 베스트 프렌즈 포에버 (2013)
- 더 베터 하프 (2013)
- 디투어 (2013)
- 베이타운 디스코 (2012)
- 홈커밍 (2011)
- 더 퍼펙트 스튜던트 (2011)
- 트랜스 (2009)
- H2: 어느 살인마의 가족 이야기 (2009)
- 배틀 플래닛 (2008)
- 미들 오브 노웨어 (2008)
- 심야 영화 (2008)
- 프라이데이 나잇 라이츠 (2006)

### 텔레비전
- 히어로즈 (2006)
- 덱스터 시즌6 (2011)